# Pseudacanthops caelebs
Pseudacanthops caelebs es una especie de mantis de la familia Acanthopidae.

## Distribución geográfica
Se encuentra en Belice, Bolivia, Brasil, Costa Rica,  Guyana, México, Nicaragua y Venezuela.